# C/2013 R1 (Lovejoy)
Pour les articles homonymes, voir Lovejoy.
Pour en particulier les autres comètes découvertes par Terry Lovejoy, voir Comète Lovejoy.
C/2013 R1 (Lovejoy) est une comète périodique découverte par Terry Lovejoy le 7 septembre 2013 en Australie. Elle est passée au plus près de la Terre le 19 novembre 2013, à une distance de 0,3967 unités astronomiques (UA). À ce moment, elle atteint une magnitude apparente d'environ 4,5. La comète est originaire du nuage d'Oort, ce qui expliquerait la quantité de monoxyde de carbone dans sa composition.
Cette comète est la quatrième découverte par Terry Lovejoy. Elle a été observée à l'aide d'un télescope Schmidt-Cassegrain.

## Observations

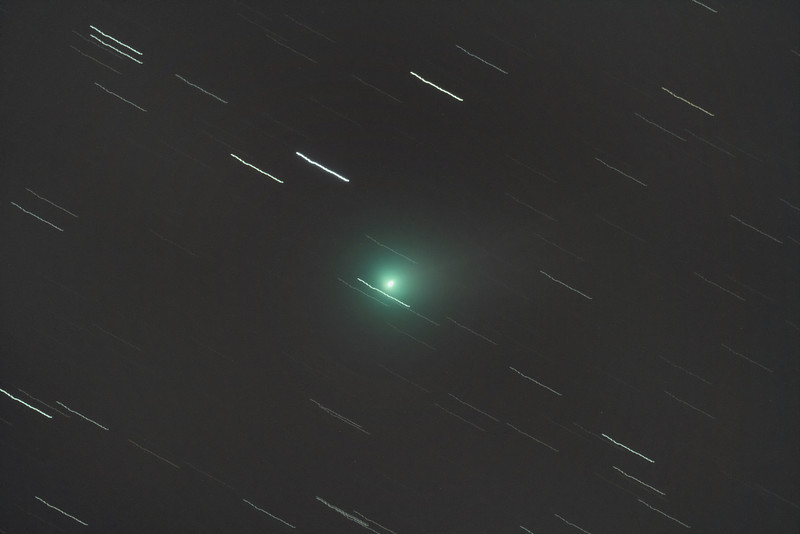
La comète Lovejoy R1/2013 observée le 13 novembre 2013.

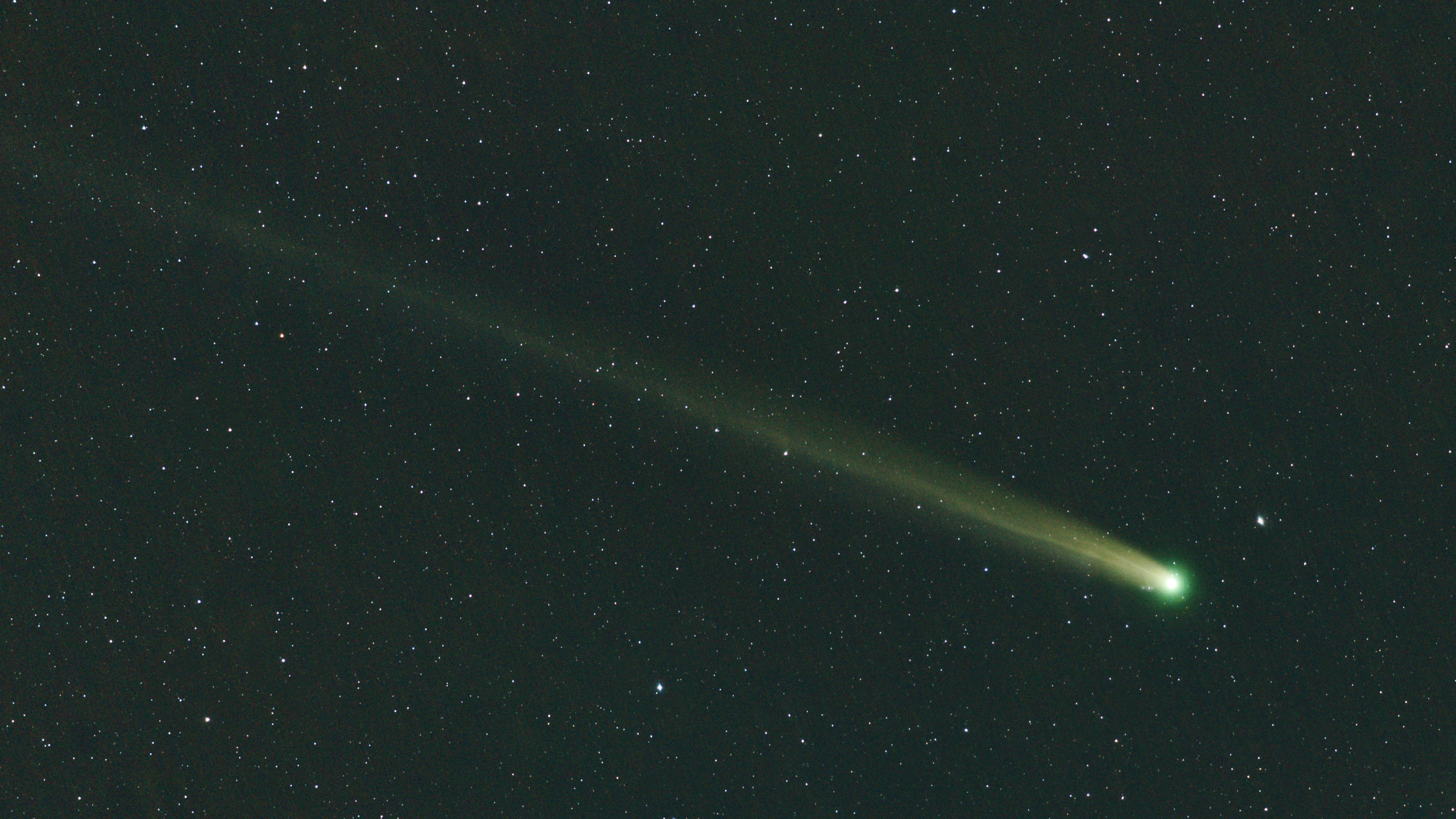
La comète Lovejoy R1/2013 observée le 6 décembre 2013.

La comète C/2013 R1 (Lovejoy) devient visible dans l'hémisphère nord lors de sa traversée de l'équateur céleste le 14 octobre 2013. Elle est observée à l'œil nu le 1er novembre 2013. Au cours de cette observation, elle se situe entre Jupiter et Régulus, à proximité de M44, un amas ouvert situé dans la constellation du Cancer. La comète a une teinte de couleur verte, lui donnant l'air d'un amas globulaire.
Le 19 novembre de la même année, la comète atteint le point le plus proche de la Terre, soit d'une distance de 0,3967 unités astronomiques (UA), ou 59 350 000 km. À ce moment, elle atteint une magnitude apparente d'environ 4,5.
Une semaine plus tard, le 27 novembre, elle se situe dans la constellation des Chiens de chasse, près du bras de la constellation de la Grande Ourse, puis traverse dans la constellation du Bouvier du 28 novembre au 4 décembre. Le 1er décembre, elle est passe à côté de l'étoile Beta Bootis. Du 4 décembre au 12 décembre, elle traverse la constellation de la Couronne boréale.
Du 12 décembre 2013 au 14 janvier 2014, elle se déplace dans constellation d'Hercule, passant près de l'étoile Zeta Herculis le 14 décembre. Elle atteint son périhélie le 22 décembre, à une distance de 0,81 UA du Soleil.

## Orbite
C/2013 R1 (Lovejoy) est une comète périodique[Quoi ?]. Ce type de comète revient proche du Soleil à intervalle régulier. La dernière fois qu'elle serait passée aussi proche du Soleil remonte à environ 7 000 ans.

## Composition
La composition de la comète C/2013 R1 (Lovejoy) est semblable à celle de C/2014 Q2 (Lovejoy), mais elle est moins riche en molécules organiques. On y dénombre néanmoins une multitude de molécules organiques simples telles que des amines, de l'ammoniaque, du monoxyde de carbone, des hydroxydes, du méthane, du cyanure d'hydrogène, de l'éthane, du méthanol, de l'éthyne et du formaldéhyde. Ces molécules ont été observées à l'aide des deux télescopes de 10 m de l'observatoire W. M. Keck. L'analyse graphique des résultats effectuée pour ces molécules est simple puisque les graphiques montrent les émissions directement en cm-1.
Les composantes moléculaires de la comète ont été analysées 6 fois au cours de son passage entre le 22 octobre et le 7 novembre :
|      | moyenne des émissions (cm-1) | nombre de raies d'émission | abondance (% relatif à l'H2O) |
| H2O  | 3442,05                      | 12                         | 100                           |
| CH4  | 3041,66                      | 3                          | 1,24 ± 0,12                   |
| C2H6 | 2904,94                      | 9                          | 0,94 ± 0,20                   |
| HCN  | 3313,65                      | 10                         | 0,29 ± 0,05                   |
| NH3  | 3315,17                      | 2                          | <1,09                         |
| NH2  | 3301,86                      | 2                          | <0,10                         |
| C2H2 | 3299,44                      | 6                          | <0,07                         |
| H2CO | 2779,99                      | 12                         | <0,15                         |

Les observations du 23 octobre 2013 ont permis de déterminer une abondance de CO valant environ 10 %  de l'abondance d'eau. Cette quantité de CO fait d'elle une comète riche en monoxyde de carbone. Elle se classe dans les 6 comètes du nuage d'Oort les plus riches en CO. Devant elle, on peut voir des comètes comme C/2009 P1 (Garradd), Comète Hale-Bopp, C/1996 B2 (Hyakutake), C/1999 T1 et C/2008 Q3 (Garradd). En comparaison, une autre comète lovejoy, la C/2014 Q2, a une abondance en CO de 1,8 % par rapport à l'eau et vient elle aussi du nuage d'Oort.
D'autre recherche effectuée avec le radiotélescope de Pico Veleta ont permis de détecter la présence de formamide, d'éthylène glycol, d'acide formique et d'acétaldéhyde.